# Sézenove
Sézenove est un village situé dans la commune de Bernex dans le canton de Genève.

## Population et société

### Gentilé et surnom
Les habitants du village se nomment les Sézenoviens. Ils sont surnommés les Renoillis ou les Grenouilles (lô Renolyî en patois genevois).

### Démographie
Le village compte 920 habitants en 2008 (488 femmes et 432 hommes) .

## Associations
- La Vogue des grenouilles est organisée tous les 6 à 10 ans à Sézenove depuis 1929
- Le refuge de Darwyn, maison de retraite et défense des chevaux maltraités[3]